# Carrosseriefabriek Pennock

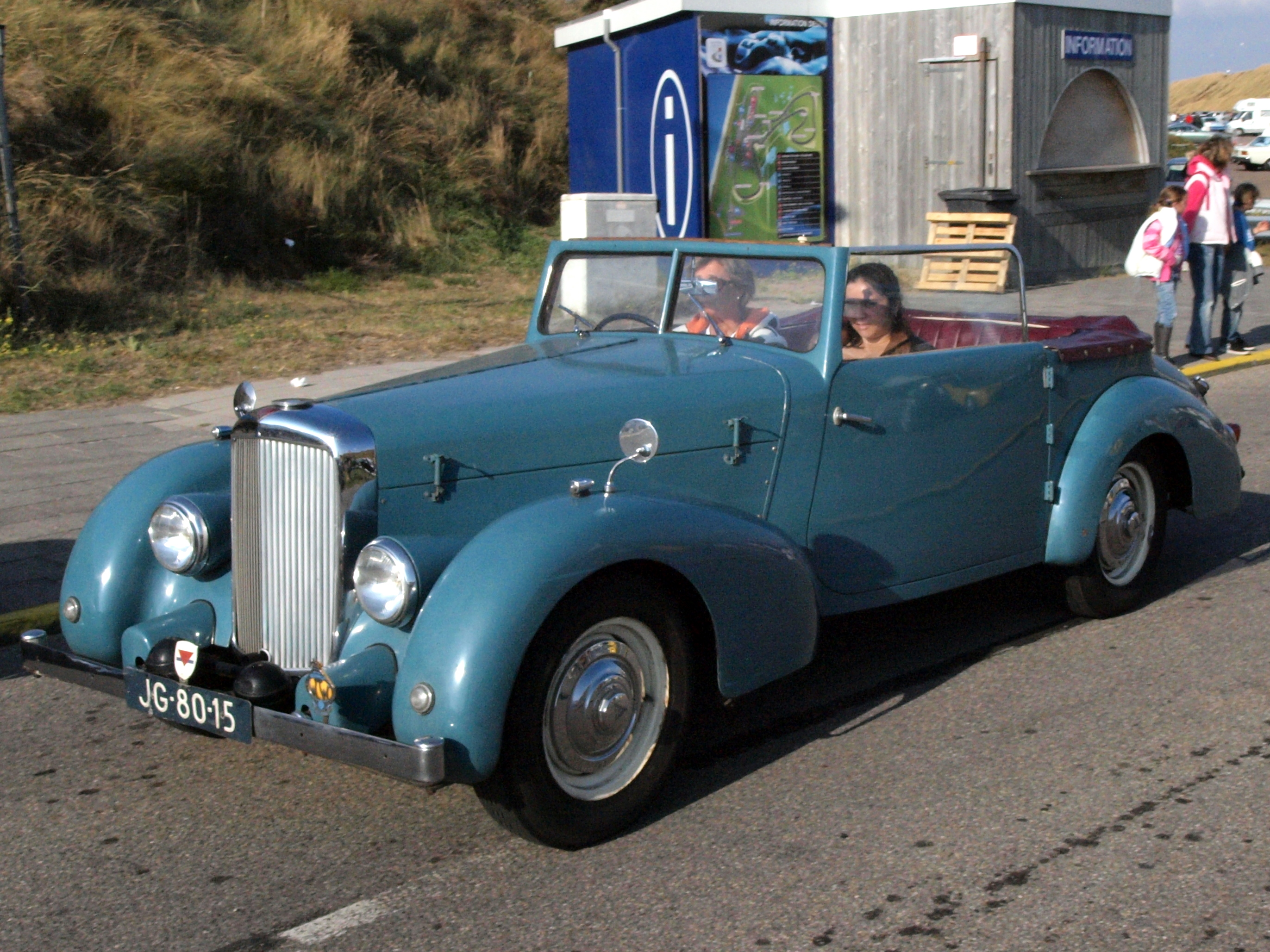
Alvis TA 14

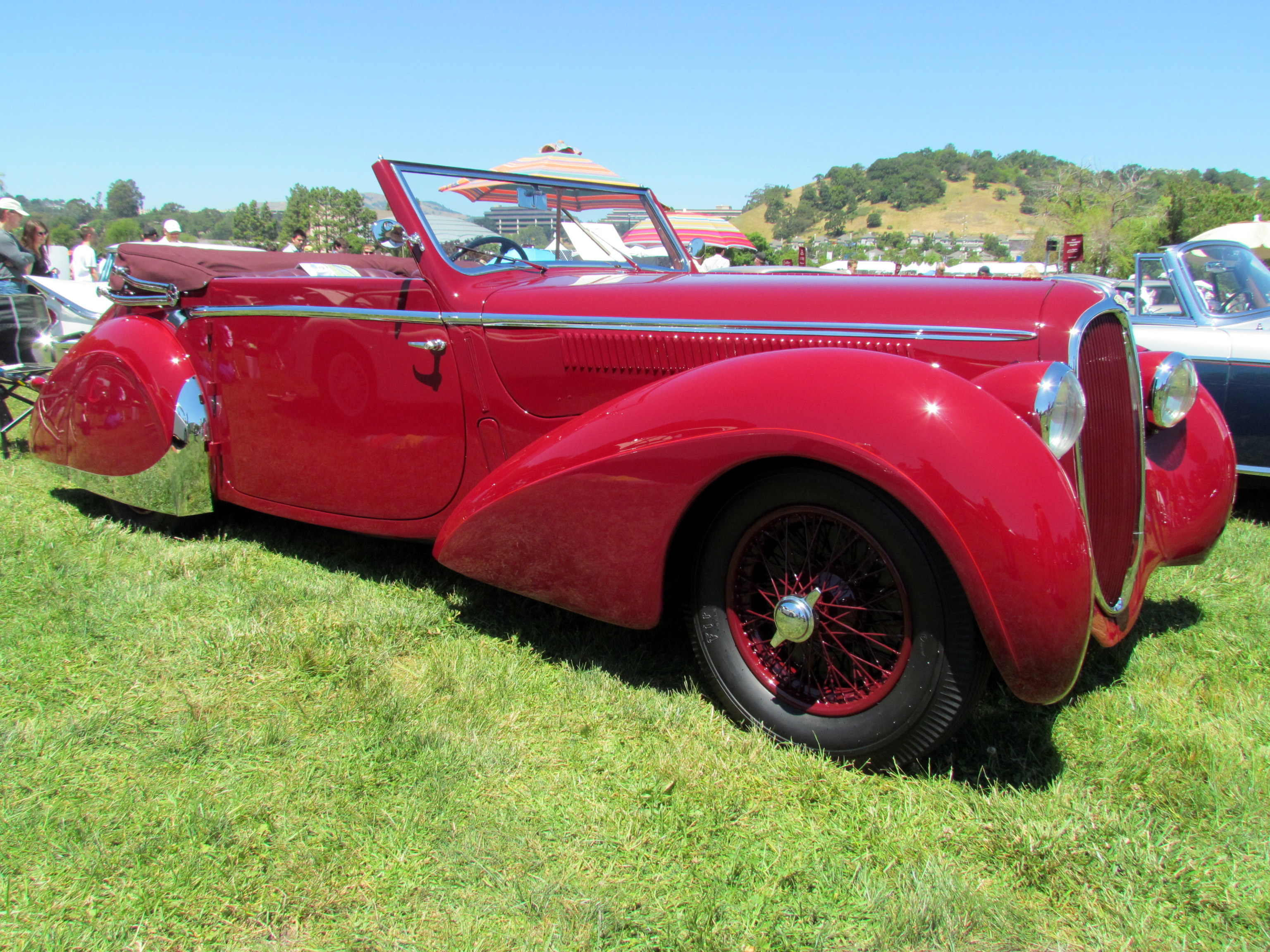
Delahaye Type 135 M

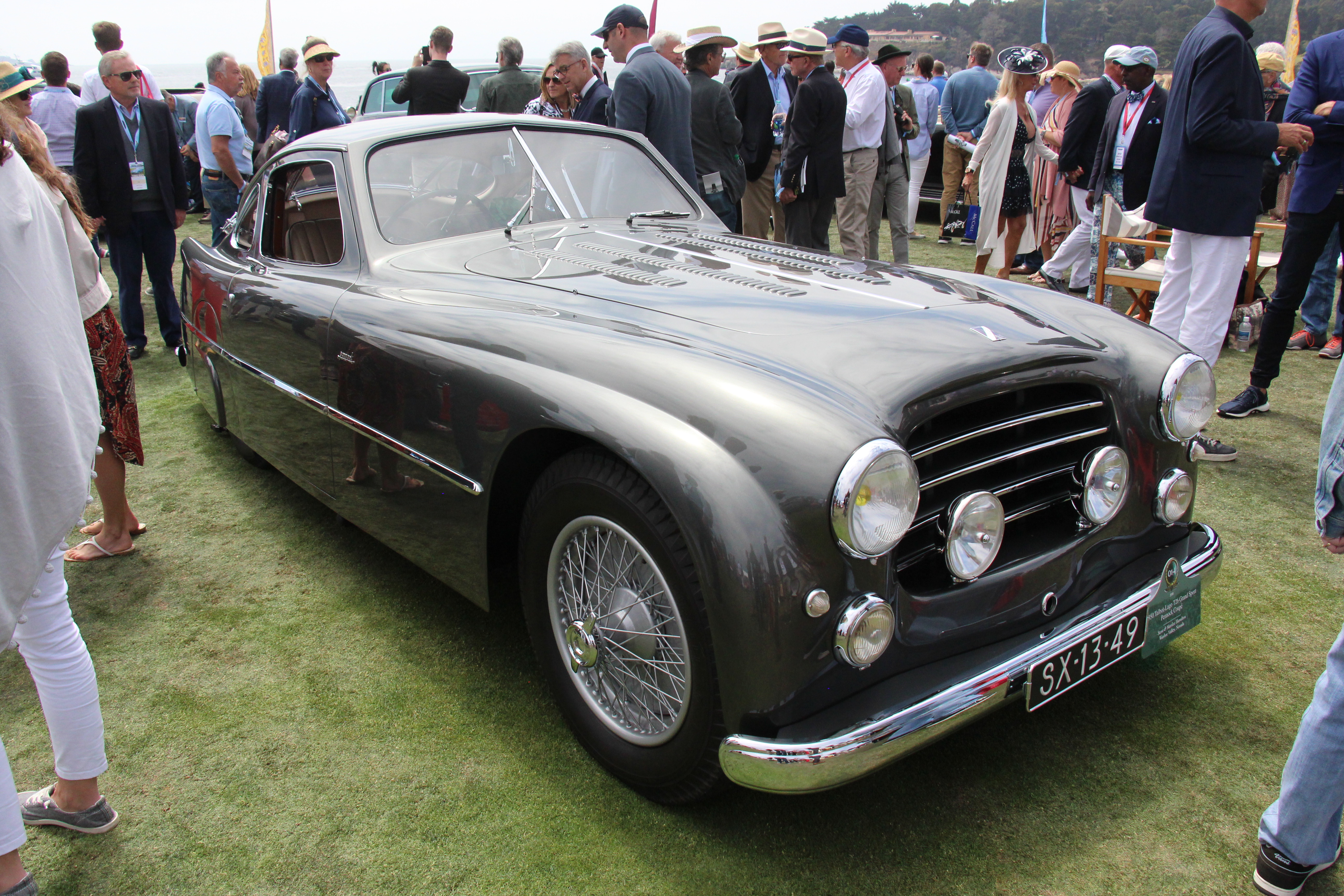
Talbot-Lago 1950

Carrosseriefabriek Pennock, kurz für Carrosseriefabriek P. J. Pennock & Zonen, war ein niederländisches Karosseriebauunternehmen.

## Unternehmensgeschichte
Johannes Jacobus Pennock gründete 1884 das Unternehmen in Den Haag. Eine andere Quelle gibt 1898 an. Zunächst stellte er Kutschen her. Nach seinem Tod leitete sein Sohn Piet das Unternehmen. 1886 übernahm Jacob van den Bergh das Unternehmen.
1900 begann die Produktion von Karosserien für Automobile und Omnibusse. Abnehmer war unter anderen FN. Ab den 1920er Jahren entstanden sowohl Einzelstücke als auch größere Serien von Cabriolets, die überwiegend auf den etwas teureren Fahrgestellen von Buick, Nash, Packard und Studebaker basierten.
In den 1940er Jahren wurden Karosserien für die Elektroautos der Marke Story der Internationale Automobiel Maatschappij hergestellt. Später wurden Fahrgestelle des Austin A40 und Austin A70 von der Austin Motor Company, Armstrong Siddeley und Delahaye karossiert. Einzelstücke entstanden auf Basis von Alvis, Alfa Romeo, Kaiser, Riley und Talbot. Das niederländische Königshaus nahm einen Austin A125 ab, der heute noch existiert.
Außerdem wurden Healey, Lagonda, Talbot-Lago, Minerva und Škoda karossiert.
1953 oder 1954 wurde das Unternehmen aufgelöst.